# 廬山温泉
廬山温泉（ろざんおんせん）は台湾南投県仁愛郷精英村にある温泉。かつては富士温泉と呼ばれた。タロワン渓とマヘボ渓の交点に位置し、海抜1300メートルと台湾でもっとも標高の高い所に位置する温泉街である。
台湾民主化後に発生した温泉ブームの中で「天下第一泉」と呼ばれ人気を集めたが、2008年に発生した水害で大きな被害を受け、温泉街自体が山崩れに巻き込まれる可能性があるとして南投県政府により温泉街の廃止と住民の移転が進められている。

## 泉質
無色無臭で浴用・飲用が可能な炭酸水素塩泉。泉温は約58度～約98度。pH6～9、炭酸イオン約455ppm、ナトリウムイオン約328ppm。

## 歴史
廬山温泉の一帯はもともとセデック族マヘボ社の支配下にあったため、始めはマヘボ温泉と命名されていた。
マヘボ社は霧社事件の首謀者、モーナ・ルダオが支配する蕃社だったこともあり、観光地化は遅れ、温泉の本格的な開発が始まったのは1940年ごろからである。
マヘボ温泉は温泉地の西側に見える山（マヘボ富士山）の形が富士山に似ていることから、富士温泉と改名され、明治温泉（現谷関温泉）、桜温泉（現春陽温泉）と共に中部の3大温泉といわれた。
1942年10月9日、能高郡の警察課長「豊副安」がこの地を視察した際、この温泉を非常に気に入り、警察招待所を作った。
1950年に時の総統蔣介石がこの地を訪れ、周囲を山に囲まれた風景が中国大陸の廬山に似ていることから廬山温泉と改名した。蔣介石はこの地を気に入り、別荘を建て度々訪れた。
2008年9月12日、台風第13号(台湾名：森拉克台風）により多くのホテルが水没・倒壊するなど大きな被害を受け、翌年の八八水害でも甚大な被害を受けた。
2011年6月、南投県政府が温泉街を現在地より36キロメートル離れた埔里鎮復興里への移転を決定する。
2012年5月12日、南投県政府が温泉街の廃止を告知する。 同年6月には再度水害で再び甚大な被害を受けた。
ただし2015年の時点ではまだいくつかの業者がホテルやレストランなどの営業を継続している。

## 温泉街
タロワン溪を越える吊り橋（廬山吊橋）が温泉街の入り口となり、タロワン渓沿いに温泉街が広がる。水害の影響や政府の廃止告知などの影響で営業を停止しているホテルや商店も多い。
- 桜公園　-　廬山吊橋より数100メートル離れた位置にある公園。桜が植えられ1月～2月が見ごろとなっている。[9]公園内にはセデック族の塑像や、富士温泉の由来を記した日本統治時代の石碑などがあり、蔣介石の別荘跡（蔣公行館）も付近にある。[7]
- 源泉　-　桜花公園から塔羅湾溪沿いの遊歩道を上流方向に10分程歩いた位置にあり。[10]
- 桜もち - 廬山吊橋近くにある菓子店。桜もちはアワで作ったさくら餅で、この店の餅を蔣経国が好んで食べたと伝わる。

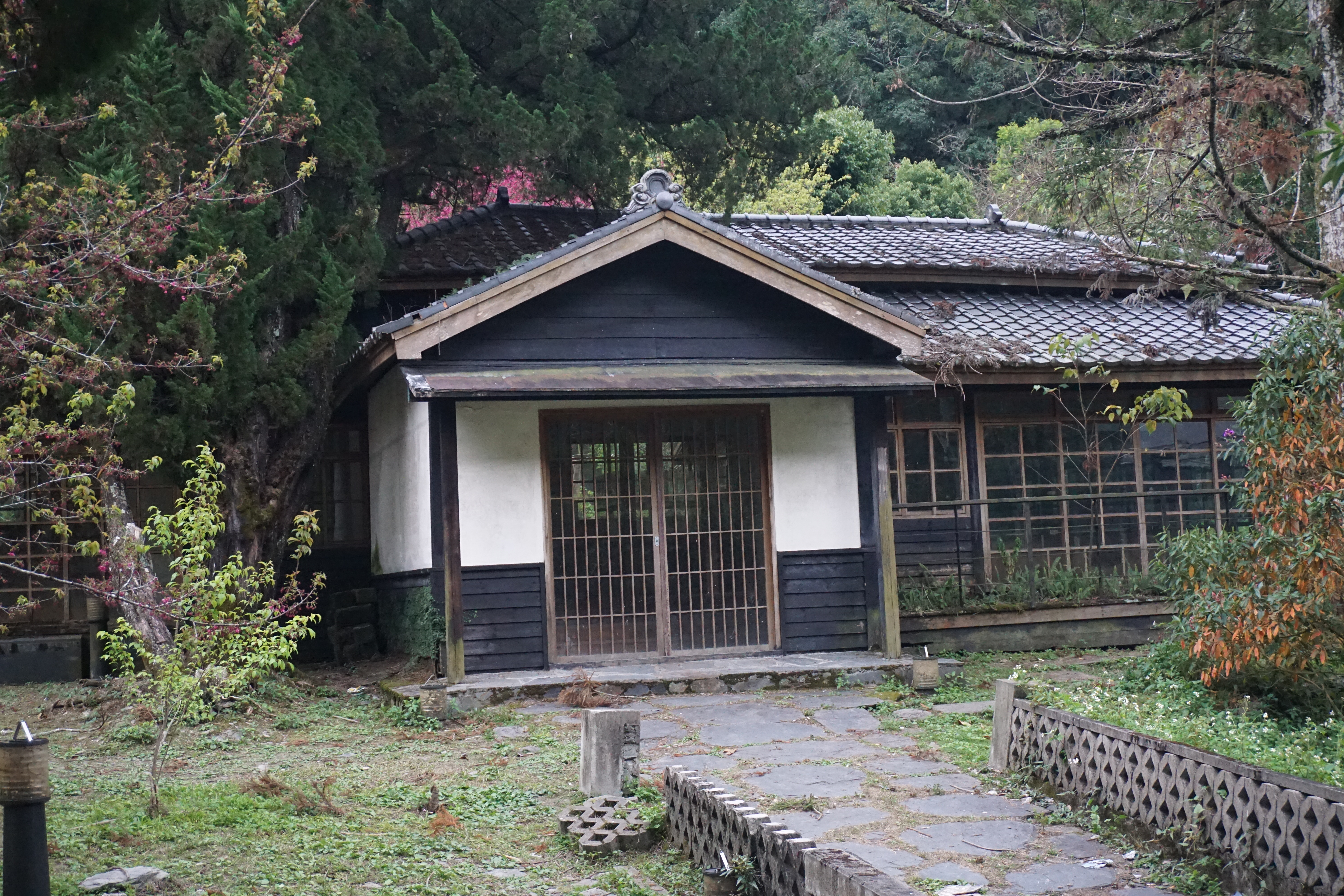
蔣公行館